# Азуерски паук-мајмун
Азуерски паук-мајмун (Ateles geoffroyi azuerensis) је подврста црноруког паук-мајмуна, врсте примата (Primates) из породице пауколиких мајмуна (Atelidae).

## Распрострањење
Ареал подврсте је ограничен на једну државу. Панама је једино познато природно станиште подврсте.

## Угроженост
Ова подврста је крајње угрожена и у великој опасности од изумирања.